# Forteresse de Castruccio
La forteresse de Castruccio (en italien : Rocca di Castruccio ou Rocca Nuova), est una ancienne place forte située dans la commune de Serravalle Pistoiese dans la province de Pistoia en Toscane,.

## Historique
La forteresse de Castruccio (du nom de Castruccio Castracani) est également appelée Rocca Nuova pour la distinguer de la partie la plus ancienne des fortifications du village.
Elle a été construite lors des guerres entre Lucques et Florence alliées et Pistoia. Les Lucquois, sous le commandement du marquis Moroello Malaspina, alors seigneur de Lucques et grand capitaine de toutes les forces alliées, firent le siège du château qui se rendit trois mois plus tard. La Rocca Nuova est mise en chantier et les fortifications sont renforcées en ajoutant une muraille entre les deux forteresses. Les travaux seront continués par Uguccione della Faggiola (1250-1319) et terminés par Castruccio Castracani (1281-1328) quand la forteresse est reprise sous le contrôle de Pistoia.

## Description
Aujourd'hui il ne reste qu'une belle tour à plan carré, appelée Torre del Barbarossa, dans la zone récemment restaurée. Une autre tour est devenue le clocher de l'église Saint-Étienne mais malheureusement l'enceinte fortifiée a été presque totalement perdue.
Sur le côté opposé du relief s'élèvent les restes de la Nouvelle Forteresse (Rocca Nuova) qui conserve encore une grande partie des puissantes murailles, une tour rectangulaire à l'angle sud-ouest et une tourelle suspendue caractéristique à celle du nord-ouest. Une courtine encore intacte, dans laquelle on peut encore clairement identifier le chemin de ronde, jusqu'à la tour hexagonale dominant le côté du château vers la Valdinievole, dans laquelle s'ouvre la porte de ville principale. À l’intérieur de la cour le puits est encore visible. Tout le complexe est ouvert gratuitement au public.

## Galerie

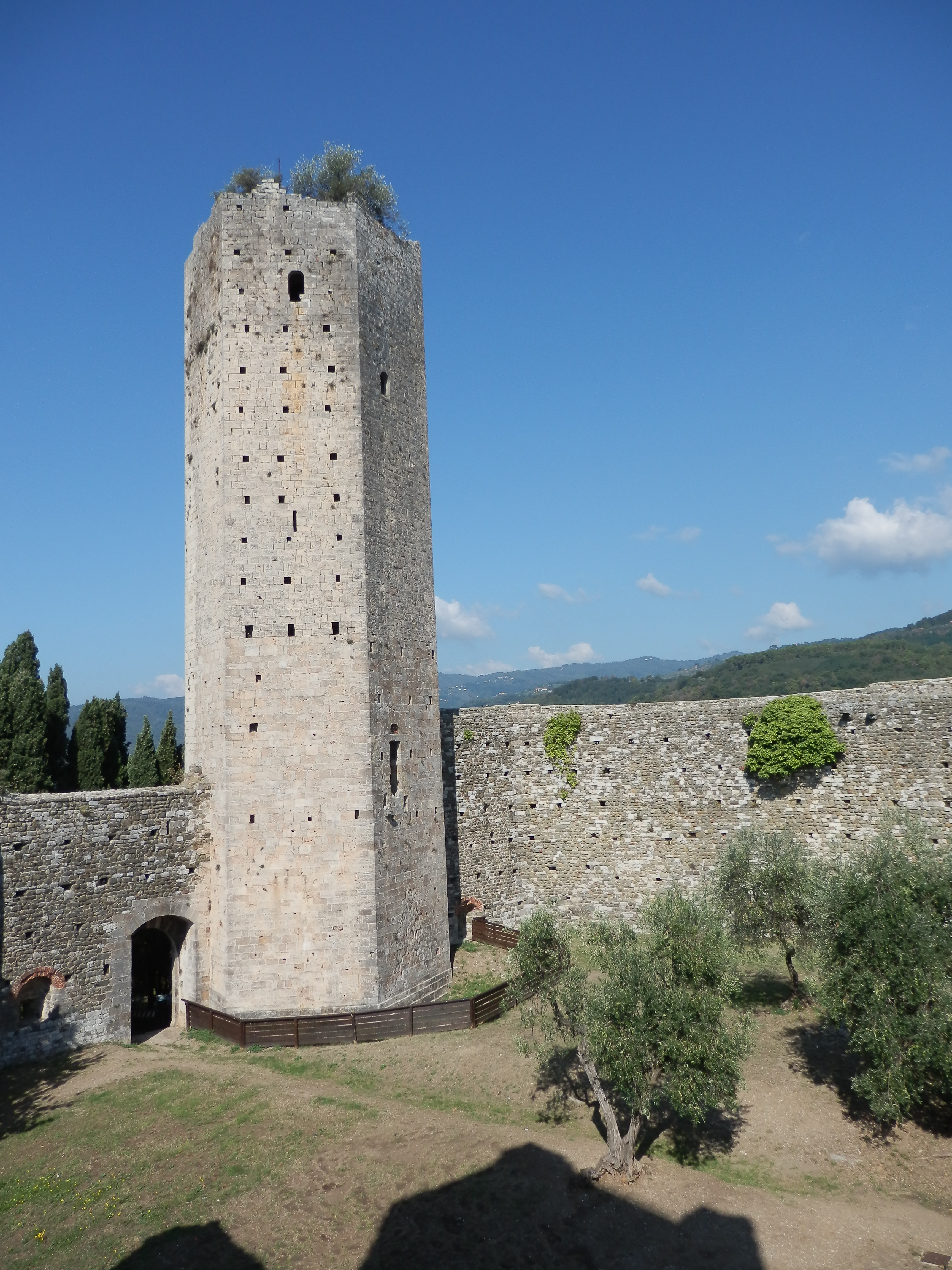
La tour hexagonale.
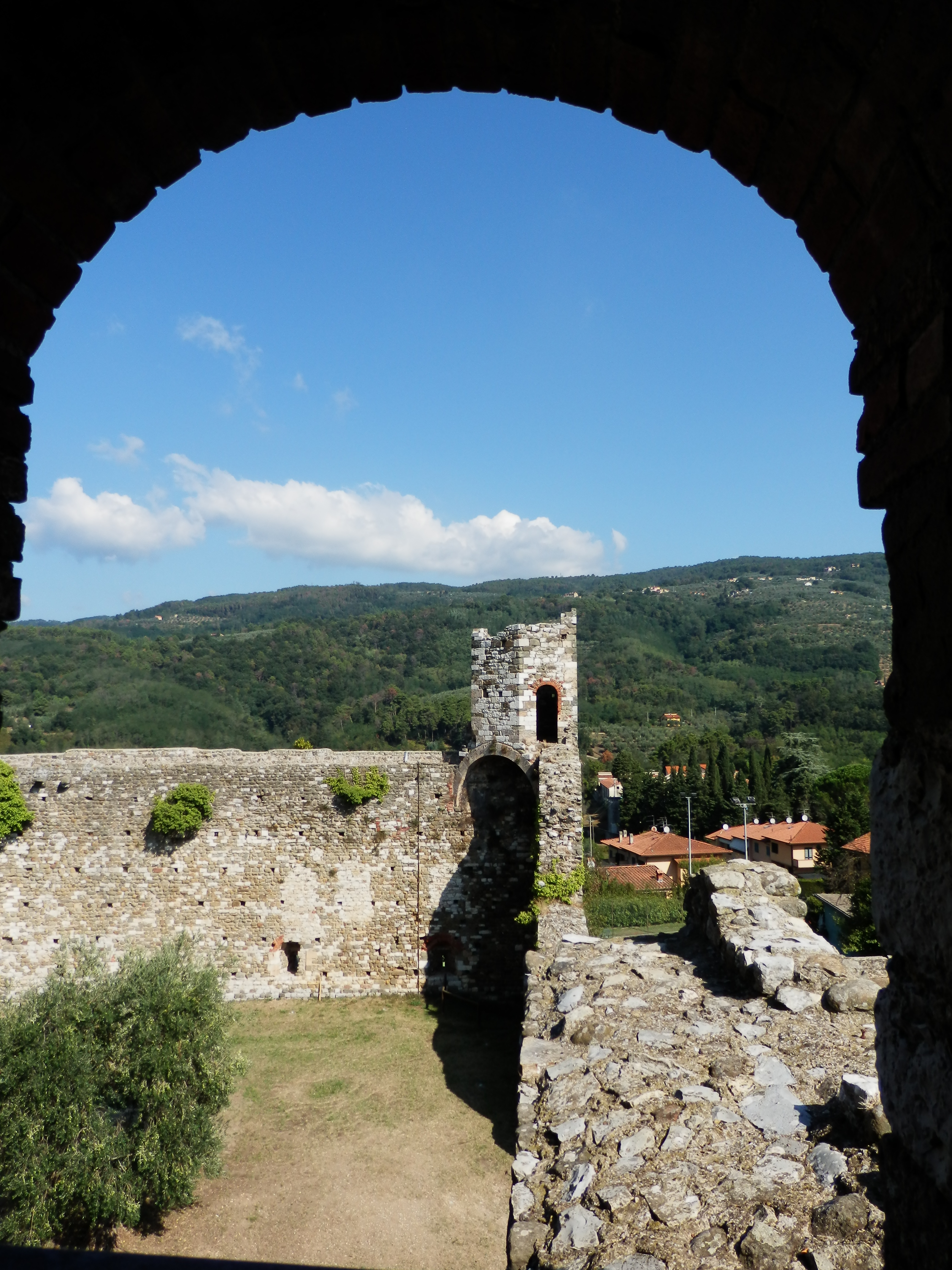
La tourelle d'angle.
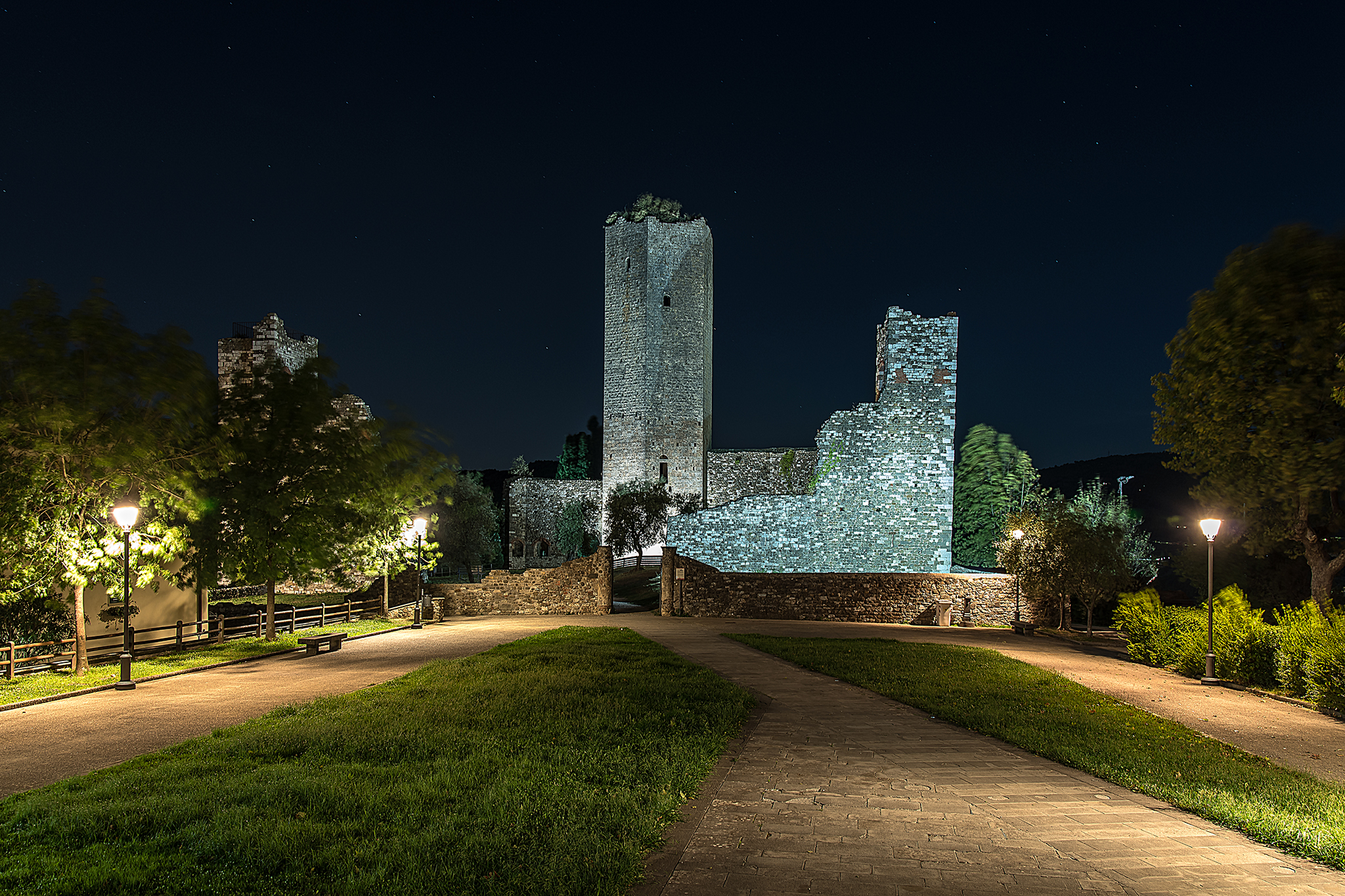
Vue de nuit.
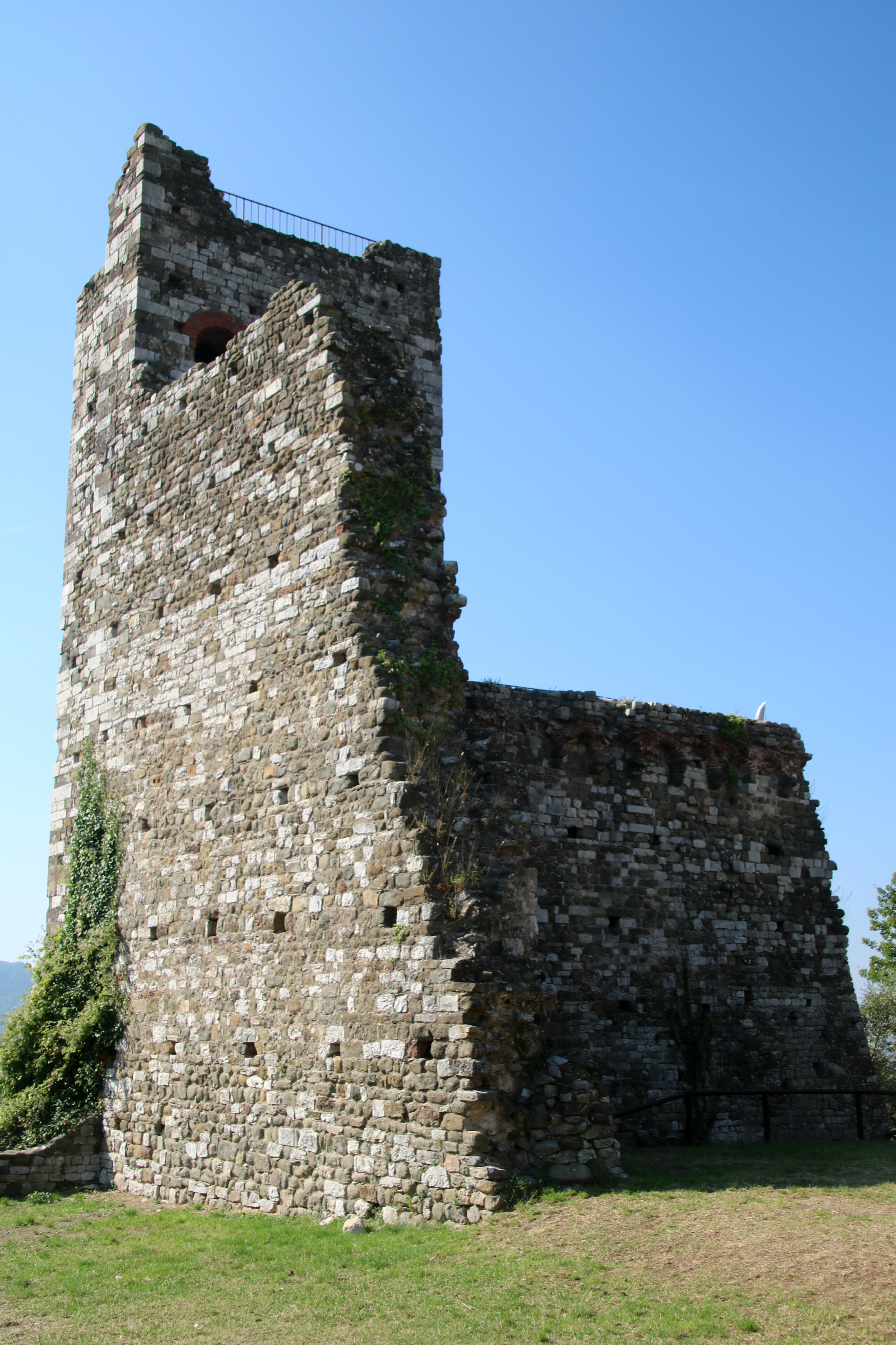